# Procent

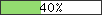
Przykładowe użycie procentów, jako przedstawienie postępu w wykonaniu czynności

Procent – jeden ze sposobów zapisu bezwymiarowego stosunku dwóch wielkości, w którym dana liczba wyrażona jest jako ułamek o mianowniku 100 i odpowiada setnej części danej wielkości. Zwykle oznaczany jest symbolem „%”. Przykładowo 45% (czyt. „czterdzieści pięć procent”) pewnej wielkości oznacza {\displaystyle {\tfrac {45}{100}}} lub 0,45 tej wielkości.
W ogólności, 1% pewnej wielkości to {\displaystyle {\tfrac {1}{100}}} tej wielkości. Dla ustalonej wielkości zachodzą również związki:
1% = 10‰ = 100‱ = 10 000 ppm = 10 000 000 ppb.
Procenty umożliwiają wygodne wyrażenie danej wielkości w stosunku do innej, przy czym pierwsza wielkość oznacza zwykle część lub zmianę w drugiej. Przykładowo wzrost ceny 2,50 zł o 0,15 zł oznacza jej wzrost wyrażony ułamkiem {\displaystyle {\tfrac {0{,}15}{2{,}50}}} = 0,06. Innymi słowy cena wzrosła o 6%.
Choć procenty wykorzystuje się zwykle do wyrażania liczb z zakresu od zera do jedynki, to można za ich pomocą wyrazić dowolną proporcję bezwymiarową. Przykładowo 111% to 1,11, zaś −0,35% oznacza −0,0035.

## Etymologia
W polszczyźnie słowo procent pojawiło się w pierwszej połowie XIX w. zapożyczone z niem. prozent. Pierwotnie pochodzi jednak z wł. per cento poprzez zlatynizowaną formę per centum, dosł. za sto (czyli suma należna za każde sto pożyczonej kwoty).

## Obliczanie
Przy mnożeniu i dzieleniu procent zachowuje się jak liczba rzeczywista 0,01. Wzrost (spadek) pewnej wielkości x np. o 5% nie oznacza jednak dodania (odjęcia) liczby rzeczywistej 0,05, lecz 5 setnych dotychczasowej wartości 0,05 · x.
5% należy wówczas rozumieć jako skrótowy zapis 5% · x. Zapis typu x + 5% jest nieścisły i nie należy go stosować. Znak procenta nie zawsze można stosować zamiast kreski ułamkowej i liczby 100 w mianowniku lub zamiast liczby rzeczywistej 0,01. Procent jest raczej konwencją zapisu, interpretowaną zawsze w kontekście pewnej podstawy x (np. zapis temperatury ludzkiego ciała jako 3660% °C jest nieprawidłowy)

## Stężenie roztworów
Istnieją różne rodzaje procentowych stężeń roztworów:
- procentowe masowe,
- procentowe objętościowe,
- procentowe masowo-objętościowe,
- procentowe objętościowo-masowe,
- procentowe molowe.

Jeśli nie podano rodzaju stężenia, to przyjmuje się, że jest to stężenie masowe, czyli masa substancji w stosunku do masy całego roztworu. Na przykład roztwór soli fizjologicznej 0,9% oznacza, że w 100 g roztworu znajduje się 0,9 g soli.

## Procent a jednostki miar
Znak „%” nie jest skrótem jednostki miary. 5% z długości będzie wyrażone w metrach, a 5% z masy w kilogramach. Metr i kilogram to jednostki miary, a „%” to tylko mnożnik.
Mimo to niekiedy dla oznaczenia, że wynik pewnych obliczeń należy wyrazić w procentach, stosuje się zapis:
x = … · 100%.
Jest to tylko umowna konwencja sugerująca zapis procentowy. Z matematycznego bowiem punktu widzenia mnożenie przez 100% jest równoważne mnożeniu przez 1, czyli nic nie zmienia.

## Procent a punkt procentowy
Do pewnych nieporozumień może dojść, gdy chcemy wyrazić w procentach względną zmianę wielkości, która sama jest zwykle wyrażana w procentach. Przykładowo wzrost o 10% inflacji, która dotychczas wynosiła 5% można by interpretować dwojako:
1. poprawnie: inflacja wzrosła o 10% wyciągnięte z 5%, czyli o 0,5% i wynosi 5% + 0,5% = 5,5%,
2. błędnie: inflacja wzrosła o 10% wyciągnięte z całości, więc wynosi 5% + 10% = 15%.

Dla uniknięcia pomyłek słowa procent powinno się używać tylko w pierwszym znaczeniu (procent z dotychczasowej wartości), a w drugim znaczeniu stosowane jest określenie punkt procentowy.
Przykład: bank podniósł stopę oprocentowania kredytu z 10% do 11%, w takim razie podniósł o 1 p.p., ale o 10% (1/10 = 0,1, czyli 10%).